# Музей каменной летописи
Музей каменной летописи (азерб. Daş salnamə muzeyi) — музей в Баку. Посвящён ремеслу обработки камня. Экспозиция музея позволяет наглядно проследить развитие и этапы становления традиций каменной пластики в Азербайджане. Музей расположен на площади Государственного флага.

## История
Здание, в котором располагается музей, построено в 1901 году братьями Сименс. В здании функционировала Биби-Эйбатская электростанция, первая в Баку электростанция, работавшая на нефти. Затем здание было капитально отреставрировано и превращено в Музей каменной летописи.
Открытие музея состоялось 8 июня 2015 года.
Музей создан Фондом Гейдара Алиева

## Экспозиция
В музее экспонируются многие виды каменной пластики, обнаруженные в различных регионах Азербайджана.
Большинство древних экспонатов составляют предметы быта, носящие функциональный смысл. В музее также представлены орудия труда первобытных людей.
Представлены наскальные изображения доставленные из заповедников Гобустан и Гала.

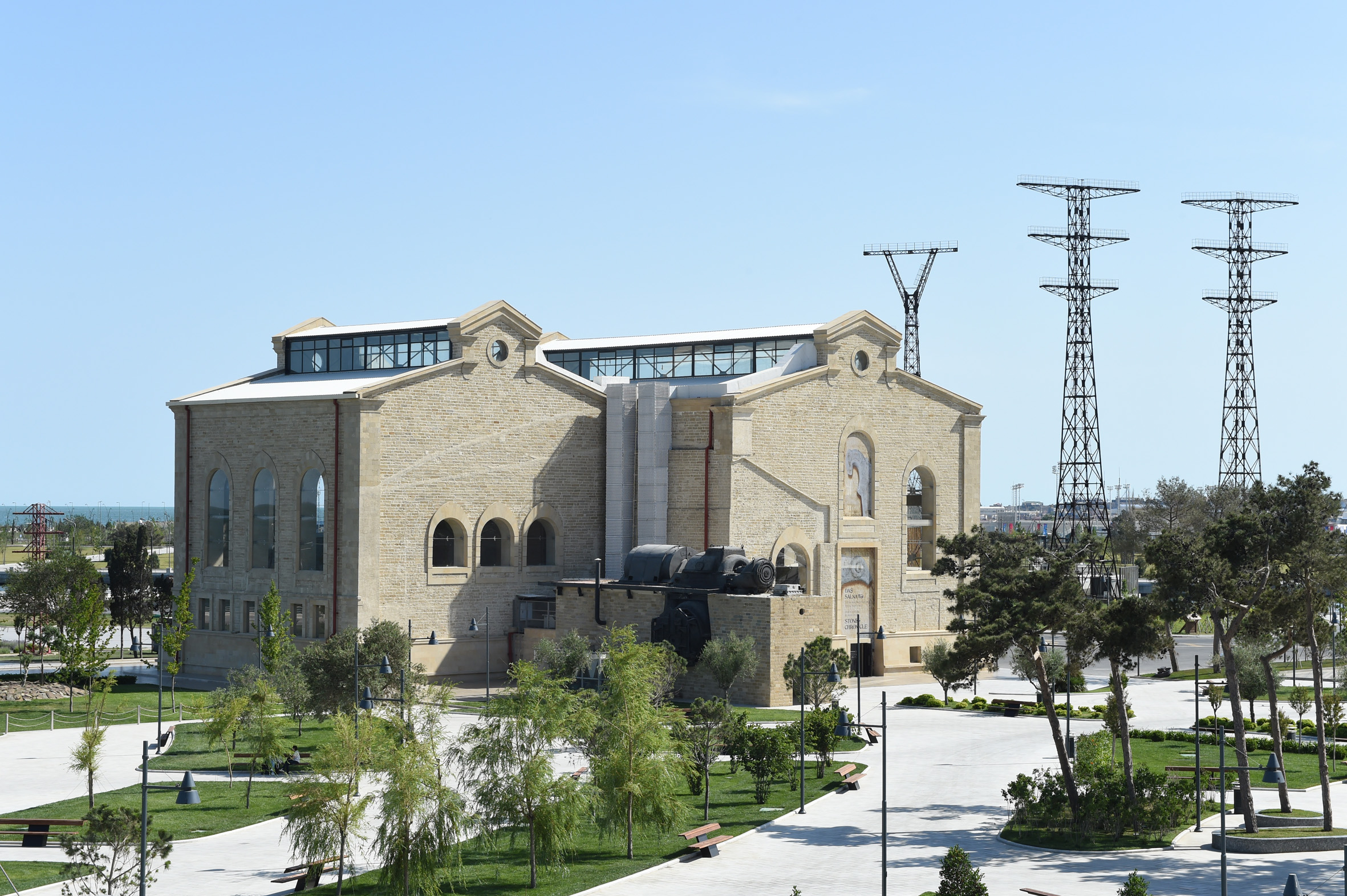
Музей каменной летописи Июнь 2015

Основную часть экспозиции представляют надгробные камни средних веков, найденные в Ширван-Абшеронской зоне. На могильных плитах и надгробных камнях представлена информация о различных общественно-политических, социальных, культурных, идеологических событиях средневековья. Присутствуют эпиграфические надписи.
Экспозиция музея включает в себя также работу народного художника Азербайджана Гусейна Ахвердиева «Артерия» (2014 год).
Посредством представленных на выставке экспонатов можно наглядно проследить историческое развитие и этапы становления традиций каменной пластики в Азербайджане.

## Галерея

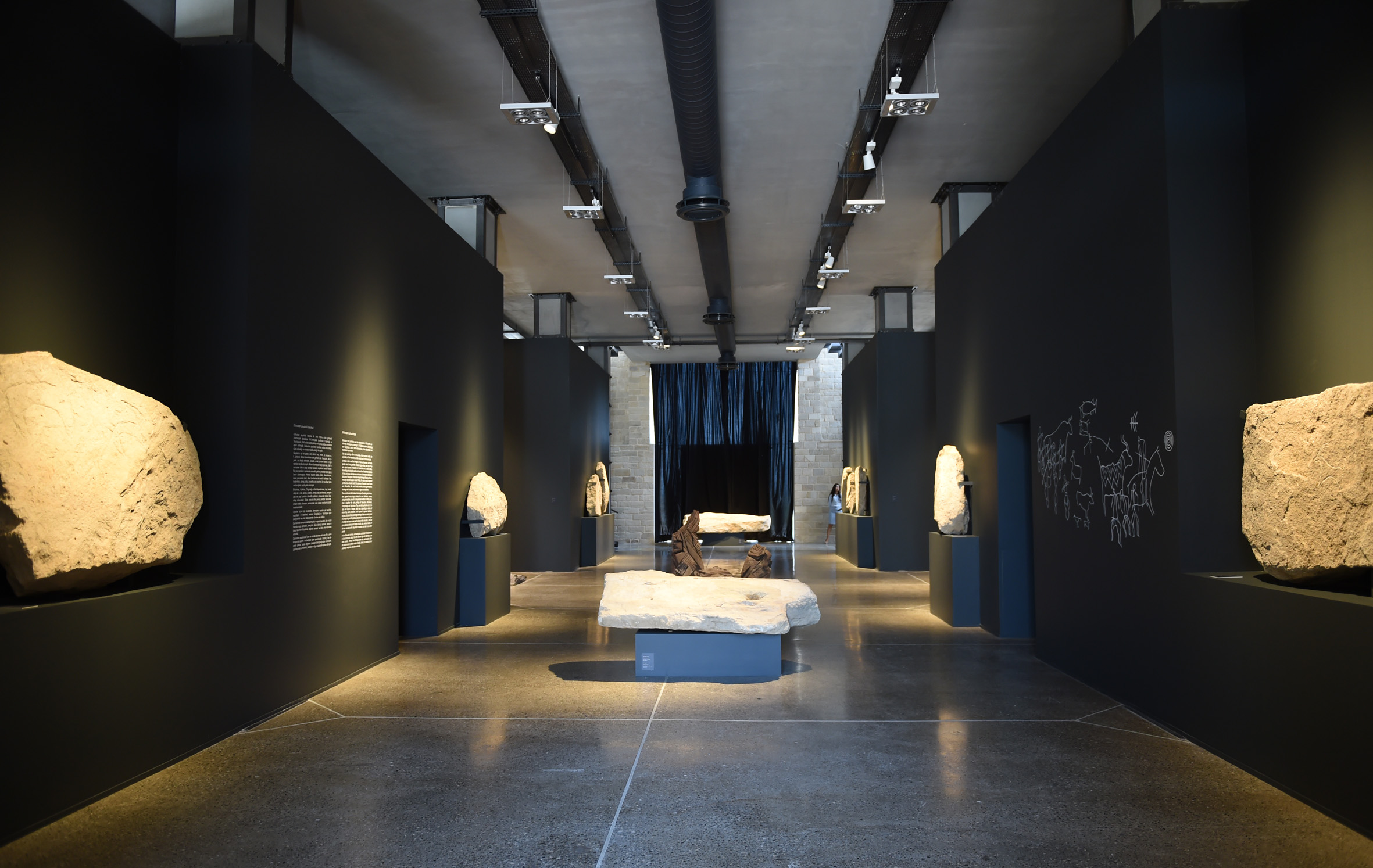
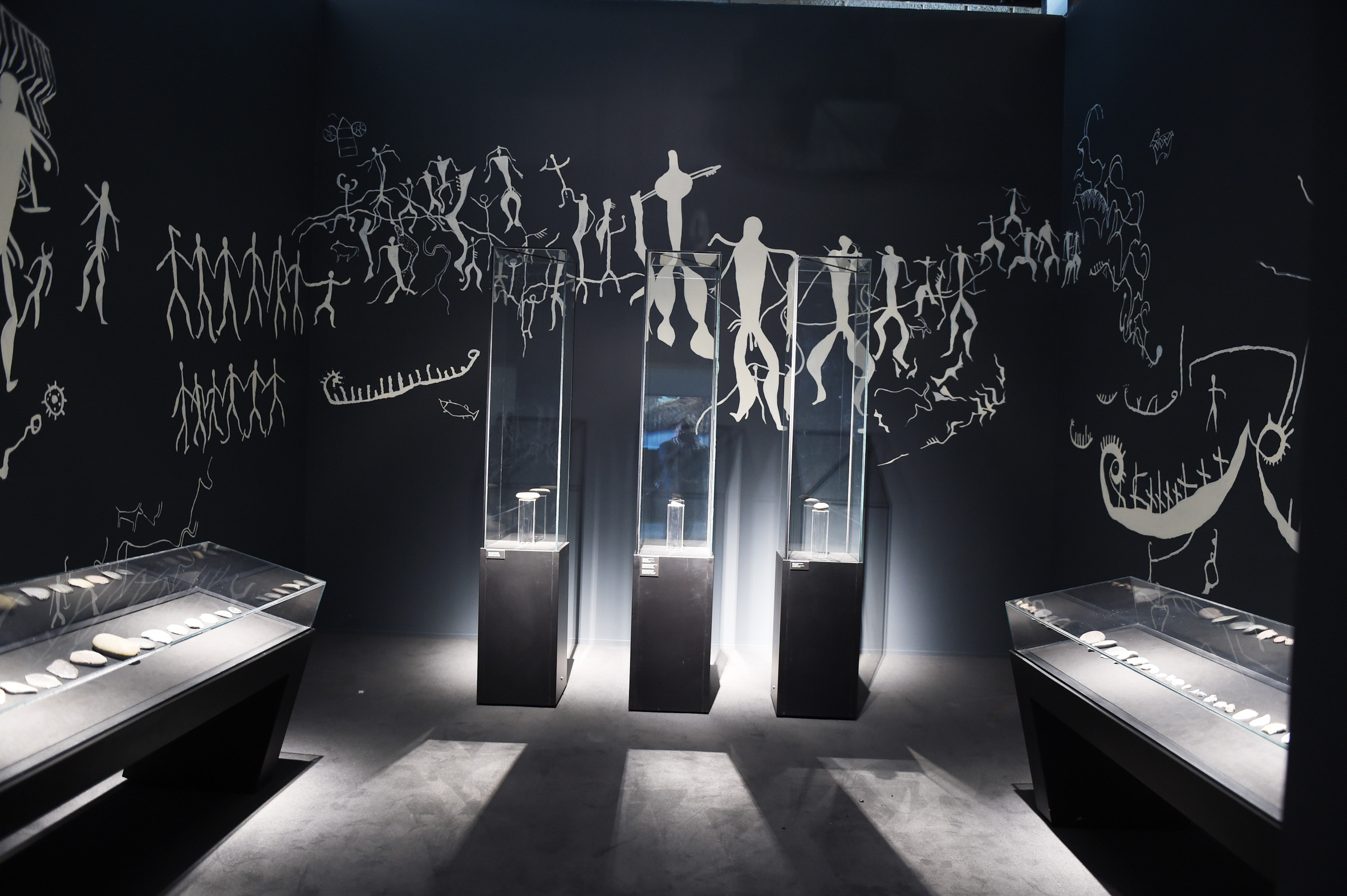
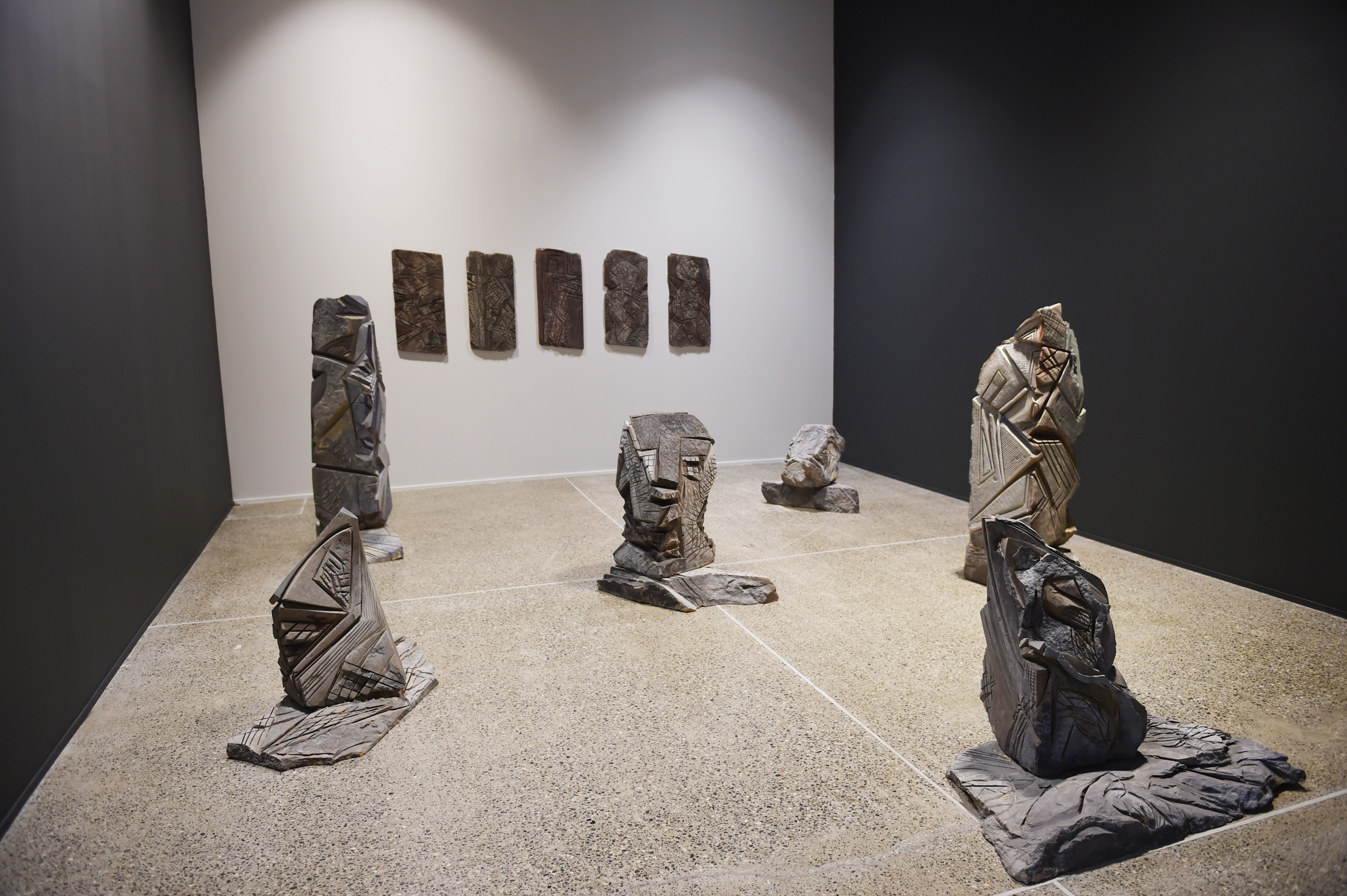
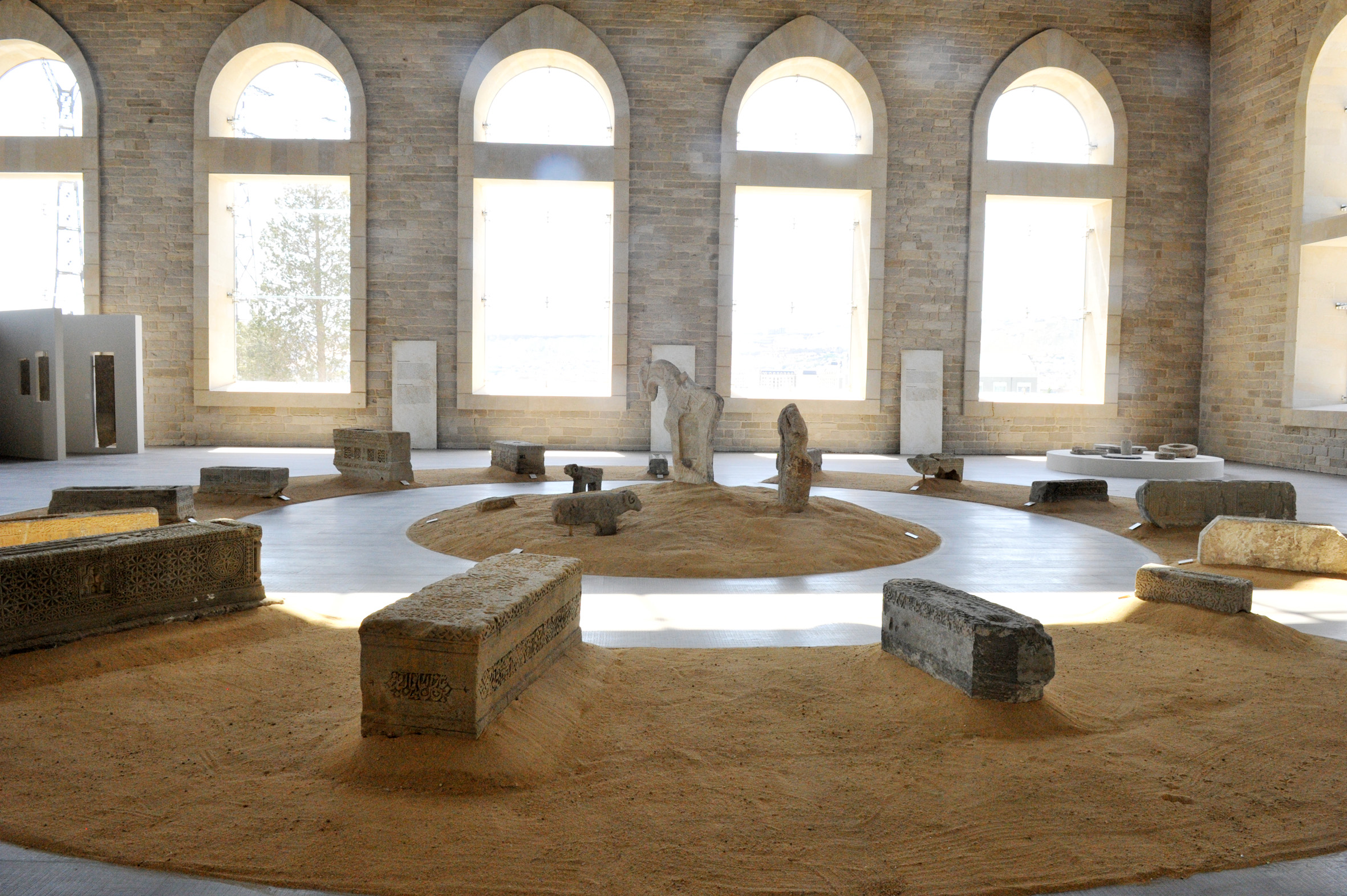
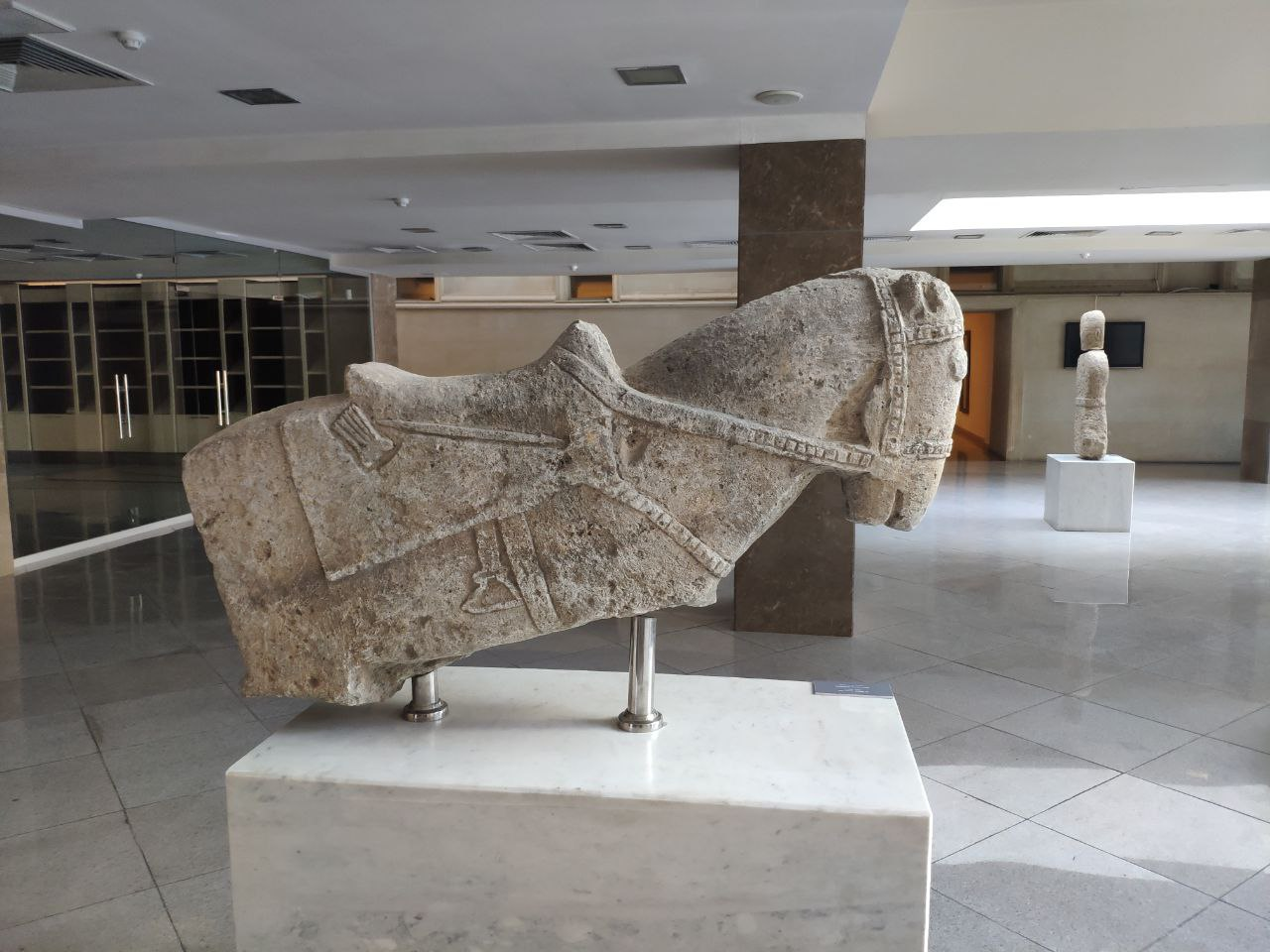
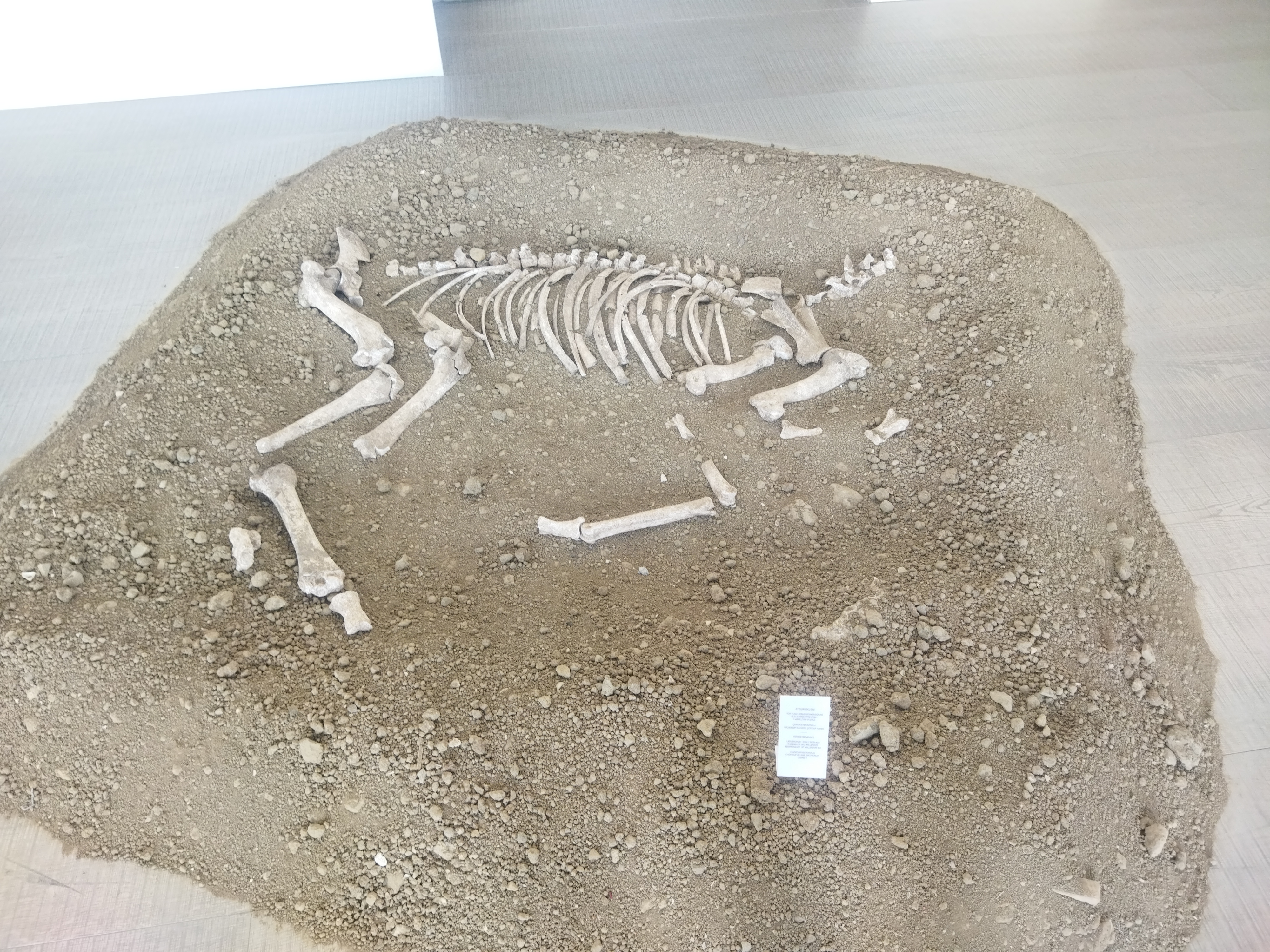
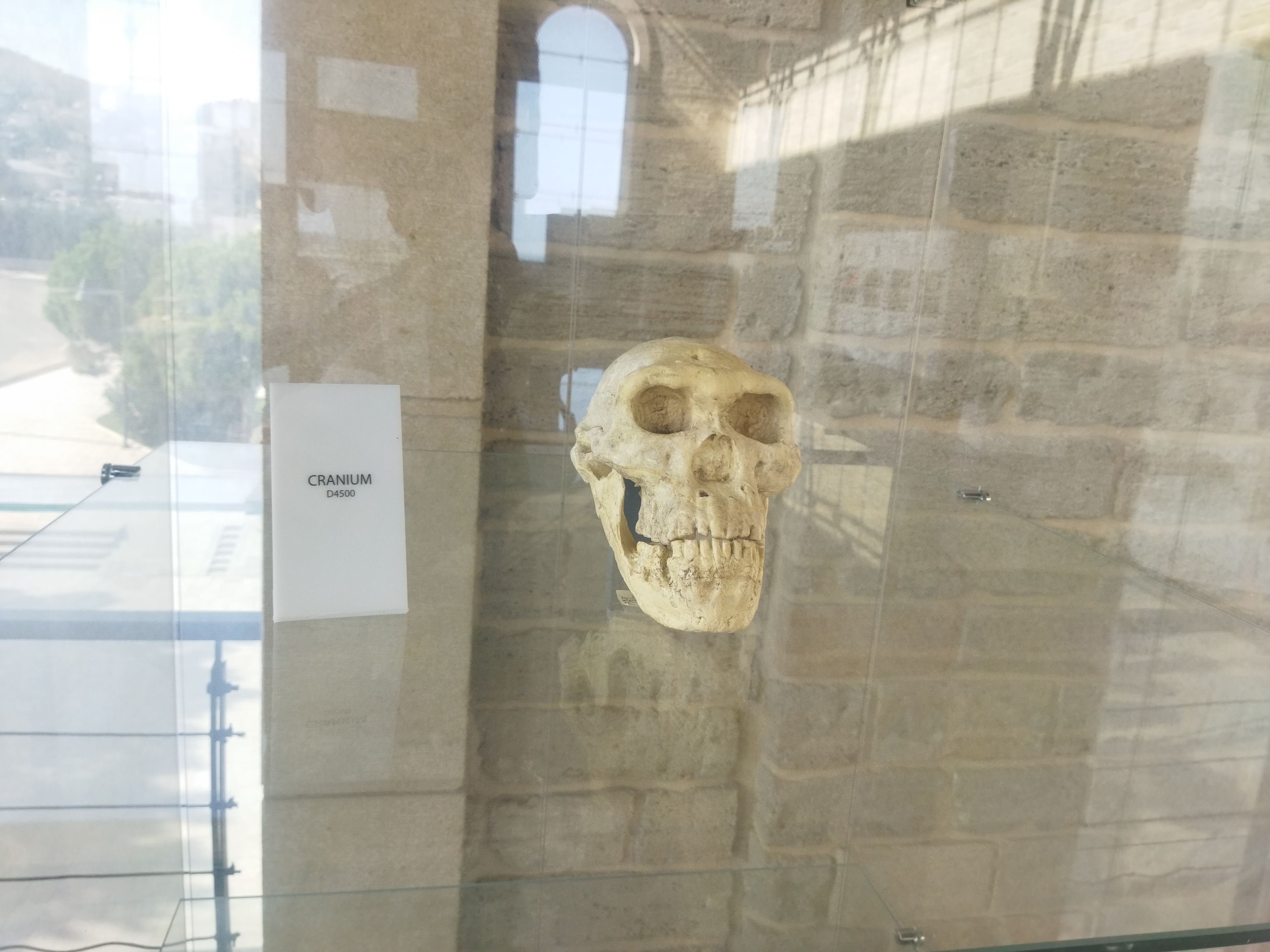
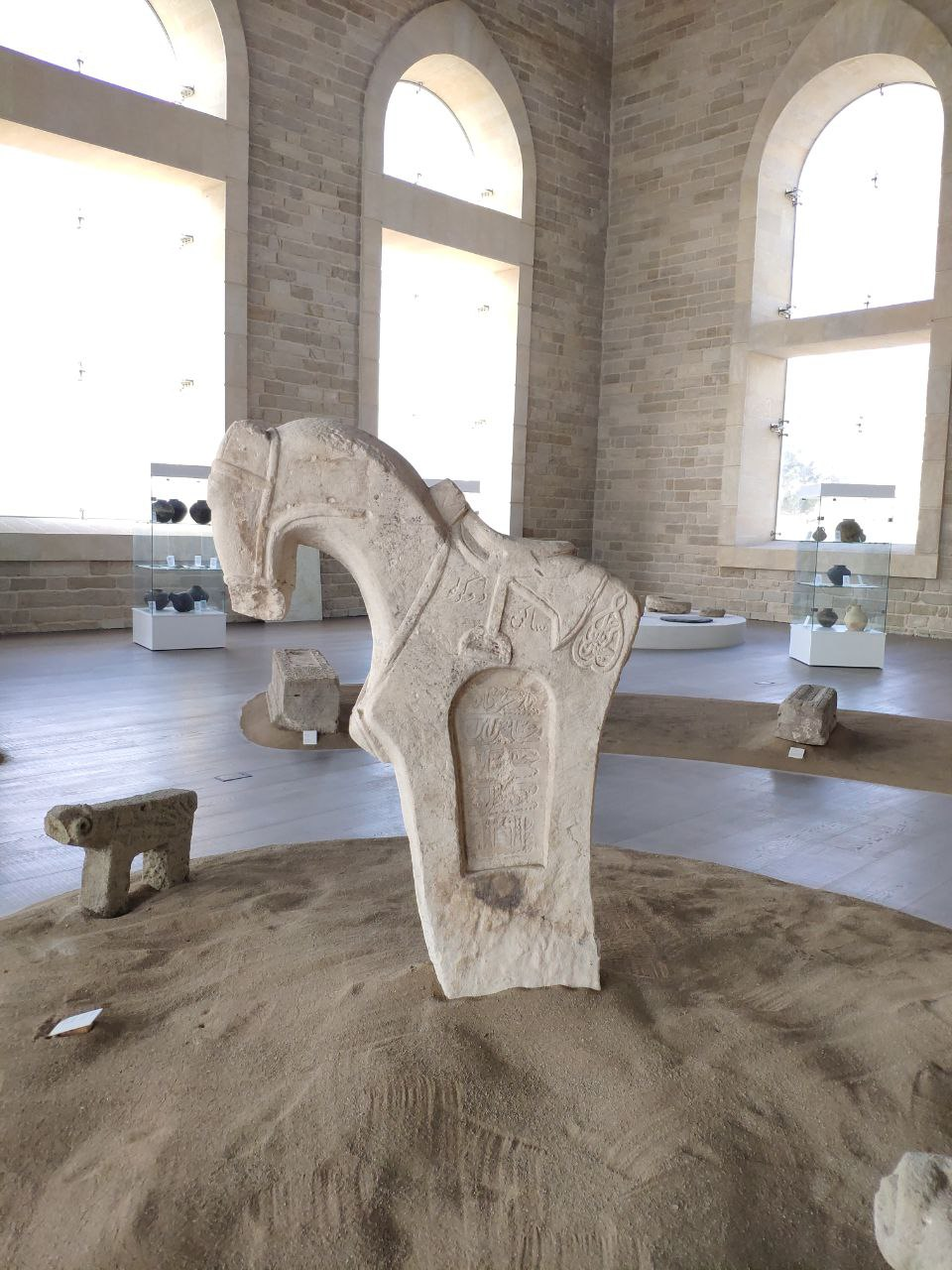